# Feiertage in Simbabwe
Dies ist eine Übersicht über die landesweiten Feiertage in Simbabwe.
Der „Public Holidays and Prohibition of Business Act“ behandelt die Feiertage in Simbabwe. Die Feiertage eines jeden Jahres werden rechtzeitig im Amtsblatt veröffentlicht. Zudem kann der Staatspräsident jederzeit weitere Tage zu Feiertagen erklären.
| Datum        | Bezeichnung                                                         |
| ------------ | ------------------------------------------------------------------- |
| 1. Januar    | Neujahrstag New Years Day                                           |
| 21. Februar  | Robert Mugabe Nationaler Jugendtag Robert Mugabe National Youth Day |
| 18. April    | Unabhängigkeitstag Independence Day                                 |
| 1. Mai       | Tag der Arbeit Workers Day                                          |
| 25. Mai      | Afrikatag Africa Day                                                |
| 10. August   | Heldentag Heroes Day                                                |
| 11. August   | Nationaler Tag der simbabwischen Armee Defence Forces National Day  |
| 22. Dezember | Tag der nationalen Einheit National Unity Day                       |
| 25. Dezember | Weihnachten Christmas Day                                           |
| 26. Dezember | Feiertag Public Holiday                                             |

## Bewegliche Feiertage
| Bezeichnung                | Beschreibung          |
| -------------------------- | --------------------- |
| Karfreitag Good Friday     | Christlicher Feiertag |
| Karsamstag Easter Saturday | Christlicher Feiertag |
| Ostersonntag Easter Sunday | Christlicher Feiertag |
| Ostermontag Easter Monday  | Christlicher Feiertag |